# ناحیه بروکساید، شهرستان کلینتون، ایلینوی
ناحیه بروکساید، شهرستان کلینتون، ایلینوی (به انگلیسی: Brookside Township) یک منطقهٔ مسکونی در ایالات متحده آمریکا است که در شهرستان کلینتون، ایلینوی واقع شده‌است. ناحیه بروکساید ۵٬۵۰۳ نفر جمعیت دارد و ۱۳۷ متر بالاتر از سطح دریا واقع شده‌است.